# دورا لوز
دورا لوز (بالإسبانية: Dora Luz)‏ هي مغنية وممثلة مكسيكية، ولدت في 27 مايو 1918 في ولاية شيواوا في المكسيك، وتوفيت في 12 يوليو 2018.

## وصلات خارجية
- دورا لوز على موقع IMDb (الإنجليزية)
- دورا لوز على موقع ميوزك برينز (الإنجليزية)
- دورا لوز على موقع قاعدة بيانات الفيلم (الإنجليزية)